# Misa Yamamura
Pour les articles homonymes, voir Yamamura.
Misa Yamamura (山村美紗), 25 août 1931 à Kyoto - 5 septembre 1996, est une romancière et femme de lettres japonaise, spécialisée dans le roman policier.

## Biographie
Enseignante reconvertie dans la littérature policière, elle a publié une centaine de romans dont beaucoup ont pour cadre Kyoto, ville où elle a toujours vécu. Elle a reçu de nombreux prix au cours de sa carrière.
Elle décède subitement d'une crise cardiaque en septembre 1996.

## Liste des œuvres traduites en français
- 1975 : Des cercueils trop fleuris (花の棺), roman traduit par Jean-Christian Bouvier, Editions Philippe Picquier, 1993 ; Picquier poche, 1998.
- 1976 : La Ronde noire (黒の環状線), roman traduit par Jean-Christian Bouvier, Editions Philippe Picquier, 1993 ; Picquier poche, 1998.